# Saison 2012 du Sagan Tosu
Maillots
Dernière mise à jour : 30 septembre 2012.
Chronologie
Saison précédente Saison suivante
La saison 2012 du Sagan Tosu est la 1er saison du club en première division du championnat du Japon.
Le Sagan Tosu a terminé deuxième de la J. League 2 2011.